# Xerosicyos
Xerosicyos – rodzaj roślin z rodziny dyniowatych (Cucurbitaceae). Obejmuje 6 gatunków będących endemitami Madagaskaru. Rośliny te rosną w kserofitycznych lasach i zaroślach.

## Morfologia
PokrójDrewniejące liany i zielne pnącza, rzadko krzewy (X. danguyi). Szyja korzeniowa czasem zgrubiała, bardzo rozbudowana i osiągająca do 1 m średnicy i 1 m wysokości u X. pubescens. Wąsy czepne rozwidlone na końcach, gładkie lub owłosione.
LiścieKrótkoogonkowe, pojedyncze, dłoniasto trójklapowe lub trójlistkowe.
KwiatyRozdzielnopłciowe. Kwiaty męskie w pęczkach siedzących lub szypułkowych, kwiaty żeńskie pojedyncze lub w pęczkach na szypułkach. Dno kwiatowe płaskie. Kielich z 4 drobnymi, lancetowato-trójkątnymi działkami. Korona promienista lub grzbiecista, z 4 wolnymi, lancetowatymi, żółtymi lub żółtozielonymi płatkami. Pręciki są 4, ich nitki są wolne lub zrośnięte parami w dolnej części, główki pylnikowe z pojedynczymi workami pyłkowymi, kształtu nerkowatego, ułożonymi horyzontalnie. W kwiatach żeńskich znajduje się stożkowata zalążnia, dwukomorowa w górze i jednokomorowa w dole. Szyjki dwie zakończone dwudzielnym lub podkowiastego kształtu znamieniem. W kwiecie obecne są 4 prątniczki.
OwoceStożkowatego kształtu, nieco spłaszczone suche torebki długości 2–3 cm, po dojrzeniu żółte. Zawierają spłaszczone i eliptyczne nasiona do 1 cm długości, z jasnobrązową, gładką łupiną i bocznym, błoniastym skrzydełkiem.

## Systematyka
Pozycja systematyczna
Rodzaj z plemienia Zanonieae z rodziny dyniowatych Cucurbitaceae.
Wykaz gatunków
- Xerosicyos danguyi Humbert
- Xerosicyos decaryi Guillaumin & Keraudren
- Xerosicyos hirtellus (Humbert) H.Schaef. & S.S.Renner
- Xerosicyos perrieri Humbert
- Xerosicyos pubescens Keraudren
- Xerosicyos tripartitus (Humbert) H.Schaef. & S.S.Renner